# Kvalspelet till Svenska cupen i fotboll 2013/2014
Kvalspelet till Svenska cupen i fotboll 2013/2014 spelades från den 10 mars till den 29 juni 2013. Det var bara tre distrikt-fotbollsförbund som hade kvalspel, Dalarnas FF, Hälsinglands FF och Örebro Läns FF, de andra förbunden utsåg sitt eller sina respektive lag via deras Distriktsmästerskap eller efter klubbranking 2012.

## Dalarnas FF

### Omgång 1
| Dalarna – Omgång 1 – 8 deltagande klubblag | Dalarna – Omgång 1 – 8 deltagande klubblag | Dalarna – Omgång 1 – 8 deltagande klubblag |
| ------------------------------------------ | ------------------------------------------ | ------------------------------------------ |
| Lag 1                                      | Resultat                                   | Lag 2                                      |
| IFK Hedemora                               | 1–6                                        | IFK Mora                                   |
| Boda Ore                                   | 0–1                                        | Vansbro AIK                                |
| Östansbo IS                                | 00003–0 (W/O)                              | Ulfshyttans IF                             |
| Långshyttans AIK                           | 0–4                                        | Korsnäs IF                                 |

| 1           | 10 mars 2013 | IFK Hedemora | 1 – 6           | IFK Mora                                               | Vasaliden Arena                                       |                                                       |
| 14:15 UTC+1 | 14:15 UTC+1  | Hansson 62′  | (0 – 4) Rapport | 1′, 5′, 17′ Grundtman 2′, 49′ Ekberg Enmalm 53′ Nesset | Hedemora Publik: 20 Domare: Björn Andersson (Rättvik) | Hedemora Publik: 20 Domare: Björn Andersson (Rättvik) |
| 14:15 UTC+1 | 14:15 UTC+1  |              |                 |                                                        | Hedemora Publik: 20 Domare: Björn Andersson (Rättvik) | Hedemora Publik: 20 Domare: Björn Andersson (Rättvik) |
| 14:15 UTC+1 | 14:15 UTC+1  |              |                 |                                                        | Hedemora Publik: 20 Domare: Björn Andersson (Rättvik) | Hedemora Publik: 20 Domare: Björn Andersson (Rättvik) |

| 2           | 15 mars 2013 | Boda Ore | 0 – 1           | Vansbro AIK  | Prästholmens IP                 |                                 |
| 19:00 UTC+1 | 19:00 UTC+1  |          | (0 – 0) Rapport | 65′ Svensson | Mora Domare: Ola Ullbors (Mora) | Mora Domare: Ola Ullbors (Mora) |
| 19:00 UTC+1 | 19:00 UTC+1  |          |                 |              | Mora Domare: Ola Ullbors (Mora) | Mora Domare: Ola Ullbors (Mora) |
| 19:00 UTC+1 | 19:00 UTC+1  |          |                 |              | Mora Domare: Ola Ullbors (Mora) | Mora Domare: Ola Ullbors (Mora) |

| 3           | 15 mars 2013 | Östansbo IS | 000003 – 0 (W/O) | Ulfshyttans IF | Lorensberga |         |
| 19:00 UTC+2 | 19:00 UTC+2  |             | Rapport          |                | Ludvika     | Ludvika |
| 19:00 UTC+2 | 19:00 UTC+2  |             |                  |                | Ludvika     | Ludvika |
| 19:00 UTC+2 | 19:00 UTC+2  |             |                  |                | Ludvika     | Ludvika |

| 4           | 15 mars 2013 | Långshyttans AIK | 0 – 4           | Korsnäs IF                                             | Vasaliden Arena                                     |                                                     |
| 19:15 UTC+1 | 19:15 UTC+1  |                  | (0 – 0) Rapport | 14′ Panagiotidis 19′ Söderberg 78′ Güclü 80′ Folkesson | Hedemora Publik: 20 Domare: Almir Alisic (Borlänge) | Hedemora Publik: 20 Domare: Almir Alisic (Borlänge) |
| 19:15 UTC+1 | 19:15 UTC+1  |                  |                 |                                                        | Hedemora Publik: 20 Domare: Almir Alisic (Borlänge) | Hedemora Publik: 20 Domare: Almir Alisic (Borlänge) |
| 19:15 UTC+1 | 19:15 UTC+1  |                  |                 |                                                        | Hedemora Publik: 20 Domare: Almir Alisic (Borlänge) | Hedemora Publik: 20 Domare: Almir Alisic (Borlänge) |

### Kvartsfinal
| Dalarna – Kvartsfinal – 8 deltagande klubblag | Dalarna – Kvartsfinal – 8 deltagande klubblag | Dalarna – Kvartsfinal – 8 deltagande klubblag |
| --------------------------------------------- | --------------------------------------------- | --------------------------------------------- |
| Lag 1                                         | Resultat                                      | Lag 2                                         |
| Korsnäs IF                                    | 1–0                                           | Avesta AIK                                    |
| Dalkurd FF                                    | 16–00                                         | Östansbo IS                                   |
| Vansbro AIK                                   | 00001–3 (e.f.)                                | Falu FK                                       |
| IFK Mora                                      | 3–5                                           | Kvarnsvedens IK                               |

| 5           | 23 mars 2013 | Korsnäs IF   | 1 – 0           | Avesta AIK | Avestavallen                              |                                           |
| 12:00 UTC+1 | 12:00 UTC+1  | Forslund 39′ | (1 – 0) Rapport |            | Avesta Domare: Jörgen Edvardsson (Avesta) | Avesta Domare: Jörgen Edvardsson (Avesta) |
| 12:00 UTC+1 | 12:00 UTC+1  |              |                 |            | Avesta Domare: Jörgen Edvardsson (Avesta) | Avesta Domare: Jörgen Edvardsson (Avesta) |
| 12:00 UTC+1 | 12:00 UTC+1  |              |                 |            | Avesta Domare: Jörgen Edvardsson (Avesta) | Avesta Domare: Jörgen Edvardsson (Avesta) |

| 6           | 25 mars 2013 | Dalkurd FF | 16 – 00         | Östansbo IS | Domnarvsvallen                                        |                                                       |
| 18:00 UTC+1 | 18:00 UTC+1  | Jagne 5′, 23′, 40′, 48′, 50′ Kizil 7′, 78′ Medén 11′, 45′, 55′, 62′, 71′ Milli 27′ Ekblad 47′ Nouri 61′ Omeje 75′ | (7 – 0) Rapport |             | Borlänge Publik: 36 Domare: Patrik Larsson (Borlänge) | Borlänge Publik: 36 Domare: Patrik Larsson (Borlänge) |
| 18:00 UTC+1 | 18:00 UTC+1  | |                 |             | Borlänge Publik: 36 Domare: Patrik Larsson (Borlänge) | Borlänge Publik: 36 Domare: Patrik Larsson (Borlänge) |
| 18:00 UTC+1 | 18:00 UTC+1  | |                 |             | Borlänge Publik: 36 Domare: Patrik Larsson (Borlänge) | Borlänge Publik: 36 Domare: Patrik Larsson (Borlänge) |

| 7           | 2 april 2013 | Vansbro AIK  | 0000 1 – 3 (e.fl.) | Faul FK                             | Konstgräset i Leksand                               |                                                     |
| 19:00 UTC+2 | 19:00 UTC+2  | Svensson 73′ | (0 – 0) Rapport    | 65′ Meftah 111′ Villwock 119′ Göras | Leksand Publik: 27 Domare: Mikael Lindfors (Avesta) | Leksand Publik: 27 Domare: Mikael Lindfors (Avesta) |
| 19:00 UTC+2 | 19:00 UTC+2  |              |                    |                                     | Leksand Publik: 27 Domare: Mikael Lindfors (Avesta) | Leksand Publik: 27 Domare: Mikael Lindfors (Avesta) |
| 19:00 UTC+2 | 19:00 UTC+2  |              |                    |                                     | Leksand Publik: 27 Domare: Mikael Lindfors (Avesta) | Leksand Publik: 27 Domare: Mikael Lindfors (Avesta) |

| 8           | 22 april 2013 | IFK Mora                                  | 3 – 5           | Kvarnsvedens IK                                    | Prästholmens IP                                |                                                |
| 19:30 UTC+2 | 19:30 UTC+2   | Lindh 16′ Ekberg Enmalm 40′ Grundtman 78′ | (2 – 3) Rapport | 20′ Jonasson 30′, 83′ Johansson 42′ Laham 74′ Fyhr | Mora Publik: 85 Domare: Morgan Kullberg (Mora) | Mora Publik: 85 Domare: Morgan Kullberg (Mora) |
| 19:30 UTC+2 | 19:30 UTC+2   |                                           |                 |                                                    | Mora Publik: 85 Domare: Morgan Kullberg (Mora) | Mora Publik: 85 Domare: Morgan Kullberg (Mora) |
| 19:30 UTC+2 | 19:30 UTC+2   |                                           |                 |                                                    | Mora Publik: 85 Domare: Morgan Kullberg (Mora) | Mora Publik: 85 Domare: Morgan Kullberg (Mora) |

### Semifinal
| Dalarna – Semifinal – 4 deltagande klubblag | Dalarna – Semifinal – 4 deltagande klubblag | Dalarna – Semifinal – 4 deltagande klubblag |
| ------------------------------------------- | ------------------------------------------- | ------------------------------------------- |
| Lag 1                                       | Resultat                                    | Lag 2                                       |
| Falu FK                                     | 2–1                                         | Kvarnsvedens IK                             |
| Korsnäs IF                                  | 3–1                                         | Dalkurd FF                                  |

| 9           | 30 april 2013 | Falu FK                  | 2 – 1           | Kvarnsvedens IK      | Kopparvallen                                       |                                                    |
| 19:15 UTC+2 | 19:15 UTC+2   | Layouni 21′ Granberg 46′ | (1 – 0) Rapport | 85′ (str.) Hindrikes | Falun Publik: 70 Domare: Patrik Larsson (Borlänge) | Falun Publik: 70 Domare: Patrik Larsson (Borlänge) |
| 19:15 UTC+2 | 19:15 UTC+2   |                          |                 |                      | Falun Publik: 70 Domare: Patrik Larsson (Borlänge) | Falun Publik: 70 Domare: Patrik Larsson (Borlänge) |
| 19:15 UTC+2 | 19:15 UTC+2   |                          |                 |                      | Falun Publik: 70 Domare: Patrik Larsson (Borlänge) | Falun Publik: 70 Domare: Patrik Larsson (Borlänge) |

| 10          | 14 maj 2013 | Korsnäs IF                                 | 3 – 1           | Dalkurd FF  | Dalavallen                                          |                                                     |
| 19:00 UTC+2 | 19:00 UTC+2 | Forslund 9′ Stigsson Flygare 31′ Güclü 72′ | (2 – 0) Rapport | 86′ Istrefi | Falun Publik: 147 Domare: Erik Nordqvist (Borlänge) | Falun Publik: 147 Domare: Erik Nordqvist (Borlänge) |
| 19:00 UTC+2 | 19:00 UTC+2 |                                            |                 |             | Falun Publik: 147 Domare: Erik Nordqvist (Borlänge) | Falun Publik: 147 Domare: Erik Nordqvist (Borlänge) |
| 19:00 UTC+2 | 19:00 UTC+2 |                                            |                 |             | Falun Publik: 147 Domare: Erik Nordqvist (Borlänge) | Falun Publik: 147 Domare: Erik Nordqvist (Borlänge) |

### Final
| 11          | 28 maj 2013 | Falu FK                     | 0000 2 – 3 (e.fl.) | Korsnäs IF                                         | Kopparvallen                                        |                                                     |
| 19:00 UTC+2 | 19:00 UTC+2 | Layouni 33′ Hjertstrand 47′ | (1 – 0) Rapport    | 72′ Panagiotidis 80′, 102′ (str.) Wallén Ljunggren | Falun Publik: 153 Domare: Erik Nordqvist (Borlänge) | Falun Publik: 153 Domare: Erik Nordqvist (Borlänge) |
| 19:00 UTC+2 | 19:00 UTC+2 |                             |                    |                                                    | Falun Publik: 153 Domare: Erik Nordqvist (Borlänge) | Falun Publik: 153 Domare: Erik Nordqvist (Borlänge) |
| 19:00 UTC+2 | 19:00 UTC+2 |                             |                    |                                                    | Falun Publik: 153 Domare: Erik Nordqvist (Borlänge) | Falun Publik: 153 Domare: Erik Nordqvist (Borlänge) |

## Hälsinglands FF
| 1           | 25 juni 2013 | Rengsjö SK | 0 – 4           | Hudiksvalls FF                       | Rengsjö IP                                |                                           |
| 19:00 UTC+2 | 19:00 UTC+2  |            | (0 – 1) Rapport | 24′, 60′ Roos 49′ Lööf 76′ Hafizovic | Bollnäs Domare: Håkan Lindqvist (Enånger) | Bollnäs Domare: Håkan Lindqvist (Enånger) |
| 19:00 UTC+2 | 19:00 UTC+2  |            |                 |                                      | Bollnäs Domare: Håkan Lindqvist (Enånger) | Bollnäs Domare: Håkan Lindqvist (Enånger) |
| 19:00 UTC+2 | 19:00 UTC+2  |            |                 |                                      | Bollnäs Domare: Håkan Lindqvist (Enånger) | Bollnäs Domare: Håkan Lindqvist (Enånger) |

## Örebro Läns FF

### Grupp 1
| Nr | Lag – Örebro Län ( ) | S | V | O | F | GM | IM | MS | P |
| -- | -------------------- | - | - | - | - | -- | -- | -- | - |
| 1  | IFK Kumla            | 3 | 3 | 0 | 0 | 5  | 0  | +5 | 9 |
| 2  | BK Forward           | 3 | 2 | 0 | 1 | 7  | 4  | +3 | 6 |
| 3  | IFK Örebro           | 3 | 1 | 0 | 2 | 4  | 7  | −3 | 3 |
| 4  | Örebro Syrianska     | 3 | 0 | 0 | 3 | 1  | 6  | −5 | 0 |

| 2           | 27 februari 2013 | IFK Kumla              | 2 – 0           | BK Forward | Kumla IP                                      |                                               |
| 20:00 UTC+1 | 20:00 UTC+1      | Arnold 31′ Nilsson 82′ | (1 – 0) Rapport |            | Kumla Publik: 88 Domare: Salko Basic (Örebro) | Kumla Publik: 88 Domare: Salko Basic (Örebro) |
| 20:00 UTC+1 | 20:00 UTC+1      |                        |                 |            | Kumla Publik: 88 Domare: Salko Basic (Örebro) | Kumla Publik: 88 Domare: Salko Basic (Örebro) |
| 20:00 UTC+1 | 20:00 UTC+1      |                        |                 |            | Kumla Publik: 88 Domare: Salko Basic (Örebro) | Kumla Publik: 88 Domare: Salko Basic (Örebro) |

| 3           | 3 mars 2013 | Örebro Syrianska | 0 – 1           | IFK Kumla  | Karlslund Arena                                   |                                                   |
| 16:00 UTC+1 | 16:00 UTC+1 |                  | (0 – 0) Rapport | 50′ Bogren | Örebro Publik: 50 Domare: Daniel Hansson (Örebro) | Örebro Publik: 50 Domare: Daniel Hansson (Örebro) |
| 16:00 UTC+1 | 16:00 UTC+1 |                  |                 |            | Örebro Publik: 50 Domare: Daniel Hansson (Örebro) | Örebro Publik: 50 Domare: Daniel Hansson (Örebro) |
| 16:00 UTC+1 | 16:00 UTC+1 |                  |                 |            | Örebro Publik: 50 Domare: Daniel Hansson (Örebro) | Örebro Publik: 50 Domare: Daniel Hansson (Örebro) |

| 4           | 6 mars 2013 | BK Forward                            | 4 – 2           | IFK Örebro                      | Behrn Arena                                    |                                                |
| 19:00 UTC+1 | 19:00 UTC+1 | Lamu 4′, 77′ Spansk 17′ Björndahl 56′ | (2 – 0) Rapport | 52′ E. Carlsson 65′ A. Carlsson | Örebro Publik: 30 Domare: Salko Basic (Örebro) | Örebro Publik: 30 Domare: Salko Basic (Örebro) |
| 19:00 UTC+1 | 19:00 UTC+1 |                                       |                 |                                 | Örebro Publik: 30 Domare: Salko Basic (Örebro) | Örebro Publik: 30 Domare: Salko Basic (Örebro) |
| 19:00 UTC+1 | 19:00 UTC+1 |                                       |                 |                                 | Örebro Publik: 30 Domare: Salko Basic (Örebro) | Örebro Publik: 30 Domare: Salko Basic (Örebro) |

| 5           | 9 mars 2013 | IFK Örebro              | 2 – 1           | Örebro Syrianska | Karlslund Arena                       |                                       |
| 16:00 UTC+1 | 16:00 UTC+1 | A. Carlsson E. Carlsson | (2 – 0) Rapport | Can              | Örebro Domare: Kalle Jansson (Örebro) | Örebro Domare: Kalle Jansson (Örebro) |
| 16:00 UTC+1 | 16:00 UTC+1 |                         |                 |                  | Örebro Domare: Kalle Jansson (Örebro) | Örebro Domare: Kalle Jansson (Örebro) |
| 16:00 UTC+1 | 16:00 UTC+1 |                         |                 |                  | Örebro Domare: Kalle Jansson (Örebro) | Örebro Domare: Kalle Jansson (Örebro) |

| 11          | 23 mars 2013 | IFK Kumla       | 2 – 0           | IFK Örebro | Kumla IP                                             |                                                      |
| 14:00 UTC+1 | 14:00 UTC+1  | Bogren 52′, 78′ | (0 – 0) Rapport |            | Kumla Publik: 95 Domare: Samir Bahtijaragic (Örebro) | Kumla Publik: 95 Domare: Samir Bahtijaragic (Örebro) |
| 14:00 UTC+1 | 14:00 UTC+1  |                 |                 |            | Kumla Publik: 95 Domare: Samir Bahtijaragic (Örebro) | Kumla Publik: 95 Domare: Samir Bahtijaragic (Örebro) |
| 14:00 UTC+1 | 14:00 UTC+1  |                 |                 |            | Kumla Publik: 95 Domare: Samir Bahtijaragic (Örebro) | Kumla Publik: 95 Domare: Samir Bahtijaragic (Örebro) |

| 12          | 27 mars 2013 | BK Forward | 000003 – 0 (W/O) | Örebro Syrianska | Behrn Arena                             |                                         |
| 19:30 UTC+1 | 19:30 UTC+1  |            | Rapport          |                  | Örebro Domare: Patrik Almkvist (Örebro) | Örebro Domare: Patrik Almkvist (Örebro) |
| 19:30 UTC+1 | 19:30 UTC+1  |            |                  |                  | Örebro Domare: Patrik Almkvist (Örebro) | Örebro Domare: Patrik Almkvist (Örebro) |
| 19:30 UTC+1 | 19:30 UTC+1  |            |                  |                  | Örebro Domare: Patrik Almkvist (Örebro) | Örebro Domare: Patrik Almkvist (Örebro) |

### Grupp 2
| Nr | Lag – Örebro Län ( ) | S | V | O | F | GM | IM | MS  | P |
| -- | -------------------- | - | - | - | - | -- | -- | --- | - |
| 1  | Rynninge IK          | 3 | 3 | 0 | 0 | 10 | 0  | +10 | 9 |
| 2  | Adolfsbergs IK       | 3 | 2 | 0 | 1 | 4  | 6  | −2  | 6 |
| 3  | Karlslunds IF        | 3 | 1 | 0 | 2 | 8  | 4  | +4  | 3 |
| 4  | IK Sturehov          | 3 | 0 | 0 | 3 | 0  | 12 | −12 | 0 |

| 1           | 27 februari 2013 | Karslunds IF                                              | 7 – 0           | IK Sturehov | Karlslund Arena                                   |                                                   |
| 18:15 UTC+1 | 18:15 UTC+1      | Kuhi 13′ Lundholm 28′, 34′, 47′ Enblom 30′ Molin 49′, 81′ | (4 – 0) Rapport |             | Örebro Publik: 103 Domare: Johan Eriksson (Kumla) | Örebro Publik: 103 Domare: Johan Eriksson (Kumla) |
| 18:15 UTC+1 | 18:15 UTC+1      |                                                           |                 |             | Örebro Publik: 103 Domare: Johan Eriksson (Kumla) | Örebro Publik: 103 Domare: Johan Eriksson (Kumla) |
| 18:15 UTC+1 | 18:15 UTC+1      |                                                           |                 |             | Örebro Publik: 103 Domare: Johan Eriksson (Kumla) | Örebro Publik: 103 Domare: Johan Eriksson (Kumla) |

| 6           | 10 mars 2013 | IK Sturehov | 0 – 2           | Adolfsbergs IK          | Karlslund Arena                                    |                                                    |
| 10:15 UTC+1 | 10:15 UTC+1  |             | (0 – 1) Rapport | 24′ Wetterberg 57′ Berg | Örebro Publik: 25 Domare: Patrik Almkvist (Örebro) | Örebro Publik: 25 Domare: Patrik Almkvist (Örebro) |
| 10:15 UTC+1 | 10:15 UTC+1  |             |                 |                         | Örebro Publik: 25 Domare: Patrik Almkvist (Örebro) | Örebro Publik: 25 Domare: Patrik Almkvist (Örebro) |
| 10:15 UTC+1 | 10:15 UTC+1  |             |                 |                         | Örebro Publik: 25 Domare: Patrik Almkvist (Örebro) | Örebro Publik: 25 Domare: Patrik Almkvist (Örebro) |

| 7           | 12 mars 2013 | Adolfsbergs IK | 0 – 5           | Rynninge IK                         | Pettersbergs IP                            |                                            |
| 18:45 UTC+1 | 18:45 UTC+1  |                | (0 – 3) Rapport | 31′ Pers 43′, 44′, 57′, 73′ Mustafe | Örebro Domare: Samir Bahtijaragic (Örebro) | Örebro Domare: Samir Bahtijaragic (Örebro) |
| 18:45 UTC+1 | 18:45 UTC+1  |                |                 |                                     | Örebro Domare: Samir Bahtijaragic (Örebro) | Örebro Domare: Samir Bahtijaragic (Örebro) |
| 18:45 UTC+1 | 18:45 UTC+1  |                |                 |                                     | Örebro Domare: Samir Bahtijaragic (Örebro) | Örebro Domare: Samir Bahtijaragic (Örebro) |

| 8           | 16 mars 2013 | Rynninge IK                 | 2 – 0           | Karslunds IF | Pettersbergs IP                                   |                                                   |
| 19:00 UTC+1 | 19:00 UTC+1  | Klinton 15′ (str.) Pers 57′ | (1 – 0) Rapport |              | Örebro Publik: 100 Domare: Johan Eriksson (Kumla) | Örebro Publik: 100 Domare: Johan Eriksson (Kumla) |
| 19:00 UTC+1 | 19:00 UTC+1  |                             |                 |              | Örebro Publik: 100 Domare: Johan Eriksson (Kumla) | Örebro Publik: 100 Domare: Johan Eriksson (Kumla) |
| 19:00 UTC+1 | 19:00 UTC+1  |                             |                 |              | Örebro Publik: 100 Domare: Johan Eriksson (Kumla) | Örebro Publik: 100 Domare: Johan Eriksson (Kumla) |

| 9           | 19 mars 2013 | Rynninge IK | 000003 – 0 (W/O) | IK Sturehov | Pettersbergs IP                       |                                       |
| 18:00 UTC+1 | 18:00 UTC+1  |             | Rapport          |             | Örebro Domare: Kalle Jansson (Örebro) | Örebro Domare: Kalle Jansson (Örebro) |
| 18:00 UTC+1 | 18:00 UTC+1  |             |                  |             | Örebro Domare: Kalle Jansson (Örebro) | Örebro Domare: Kalle Jansson (Örebro) |
| 18:00 UTC+1 | 18:00 UTC+1  |             |                  |             | Örebro Domare: Kalle Jansson (Örebro) | Örebro Domare: Kalle Jansson (Örebro) |

| 10          | 21 mars 2013 | Karlslunds IF | 2 – 1           | Adolfsbergs IK              | Karlslund Arena                                  |                                                  |
| 18:00 UTC+1 | 18:00 UTC+1  | Molin 35′     | (1 – 1) Rapport | 20′ Wetterberg 49′ Wångblad | Örebro Publik: 35 Domare: Johan Eriksson (Kumla) | Örebro Publik: 35 Domare: Johan Eriksson (Kumla) |
| 18:00 UTC+1 | 18:00 UTC+1  |               |                 |                             | Örebro Publik: 35 Domare: Johan Eriksson (Kumla) | Örebro Publik: 35 Domare: Johan Eriksson (Kumla) |
| 18:00 UTC+1 | 18:00 UTC+1  |               |                 |                             | Örebro Publik: 35 Domare: Johan Eriksson (Kumla) | Örebro Publik: 35 Domare: Johan Eriksson (Kumla) |

## Anmärkningslista
1. ↑  Publiksnittet uträknat på 16 matcher. (Detta för att få ett mer realistiskt publiksnitt då flera matcher inte angivit publiksiffror, varav i 3 matcher gav det ena laget Walkover (W/O).)